# Protarchus mellipes
Protarchus mellipes är en stekelart som först beskrevs av Léon Abel Provancher 1886.  Protarchus mellipes ingår i släktet Protarchus och familjen brokparasitsteklar. Inga underarter finns listade i Catalogue of Life.